# Clay Springs (Arizona)
Clay Springs es un lugar designado por el censo ubicado en el condado de Navajo en el estado estadounidense de Arizona. En el Censo de 2010 tenía una población de 401 habitantes y una densidad poblacional de 54,4 personas por km².

## Geografía
Clay Springs se encuentra ubicado en las coordenadas 34°21′33″N 110°18′16″O / 34.35917, -110.30444. Según la Oficina del Censo de los Estados Unidos, Clay Springs tiene una superficie total de 7.37 km², de la cual 7.37 km² corresponden a tierra firme y (0%) 0 km² es agua.

## Demografía
Según el censo de 2010, había 401 personas residiendo en Clay Springs. La densidad de población era de 54,4 hab./km². De los 401 habitantes, Clay Springs estaba compuesto por el 91.52% blancos, el 0% eran afroamericanos, el 1.25% eran amerindios, el 0.25% eran asiáticos, el 0% eran isleños del Pacífico, el 2.24% eran de otras razas y el 4.74% pertenecían a dos o más razas. Del total de la población el 6.73% eran hispanos o latinos de cualquier raza.